# Sladan, Västerbotten
Sladan är en sjö i Robertsfors kommun i Västerbotten och ingår i Dalkarlsån-Sävaråns kustområde. Sjön har en area på 0,0759 kvadratkilometer och ligger 2 meter över havet.

## Delavrinningsområde
Sladan ingår i det delavrinningsområde (710374-174552) som SMHI kallar för Rinner mot N n Kvarkens kustvatten. Medelhöjden är 9 meter över havet och ytan är 6,2 kvadratkilometer. Det finns inga avrinningsområden uppströms utan avrinningsområdet är högsta punkten. Avrinningsområdets utflöde mynnar i havet, utan att ha någon enskild mynningsplats. Avrinningsområdet består mestadels av skog (90 procent). Avrinningsområdet har 0,08 kvadratkilometer vattenytor vilket ger det en sjöprocent på 1,2 procent.